# Paul Geary
Paul Geary, född 24 juli 1961 i Medford, Massachusetts, är en amerikansk musiker. Han spelade trummor i det amerikanska hårdrocksbandet Extreme från starten 1985 fram till 1994, då han ersattes av Michael Mangini.

## Fotnoter
1. ↑  Discogs, Discogs artist-ID: 439149, läst: 9 oktober 2017.[källa från Wikidata]